# 龙献文
龙献文（1966年12月—），湖南古丈人，苗族，中国共产党党员。中华人民共和国政治人物、第十三届全国人民代表大会湖南地区代表。

## 生平
2018年2月24日，当选为第十三届全国人大代表323190049/https://www.thepaper.cn/newsDetail_forward_2008905 （页面存档备份，存于） | dead-url=no }}</ref>。